# Way Huwi
Way Huwi is een bestuurslaag in het regentschap Lampung Selatan van de provincie Lampung, Indonesië. Way Huwi telt 12.719 inwoners (volkstelling 2010).